# Тасма
«Та́сма» (от рус. Татарские светочувствительные материалы и тат. тасма́ — лента) — советское и российское предприятие по производству фотоматериалов, расположенное в Московском районе Казани.
После остановки производства на украинском ОАО «АК „Свема“», ГК «Тасма» является единственным производителем в странах СНГ, располагающим собственной технологической и производственной базой, обеспечивающей полный законченный цикл разработки и изготовления широкого ассортимента диагностических и регистрационных фотоплёнок.

## История

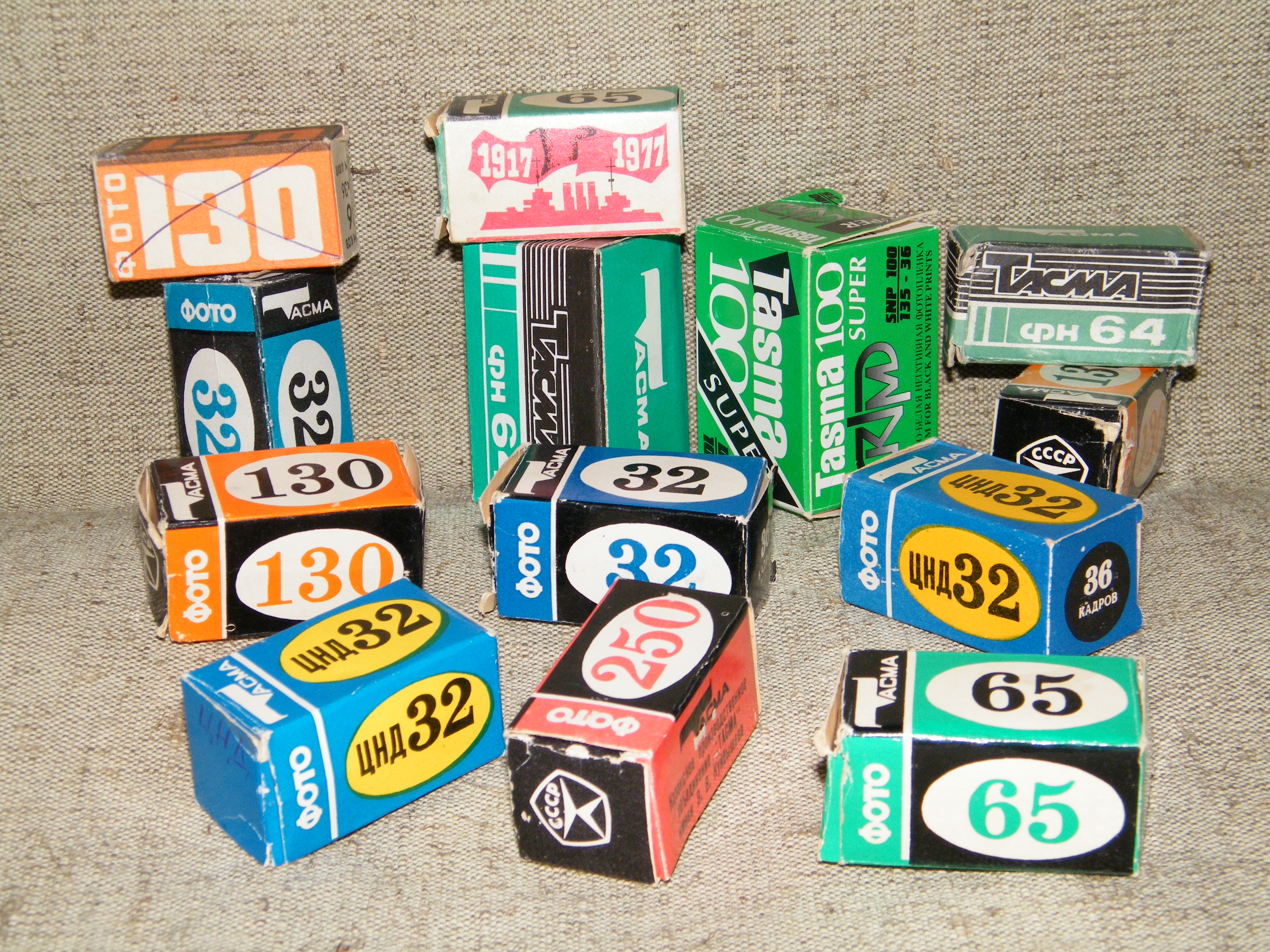
Фотоплёнки Тасма

Во время первой пятилетки, ввиду возрастающего спроса на киноплёнку, который не могли удовлетворить построенные фабрики в Шостке (фабрика киноплёнки № 3) и Переславле-Залесском (фабрика киноплёнки № 5), по решению ВСНХ СССР, в 1931 году началось проектирование третьей в Советском союзе фабрики киноплёнки. Местом её строительства была определена Казань.
В 1933 году в Казани началось возведение фабрики киноплёнки № 8, с планируемой мощностью 222 млн погонных метров плёнки в год. В 1935 году на ней были получены первые образцы плёнок. В том же году фабрике присвоили имя В. В. Куйбышева, который подписал в 1933 году Постановление СНК СССР о её строительстве. 26 апреля 1936 года на ней была выпущена первая кинопозитивная партия плёнки, на которой был напечатан художественный фильм «Мы из Кронштадта».
В 1940 году, помимо выпуска плёнки, на фабрике было начато производство коллоксилина, который являлся сырьём для всех киноплёночных фабрик страны.
Во время Великой Отечественной войны Казанская фабрика оставалась единственной действующей в отрасли, несмотря на то, что монтажные работы по её полному пуску ещё не были завершены. На территории фабрики были размещены четыре эвакуированных предприятия. Для срочного освоения производства аэрофотоплёнок на фабрику № 8 была направлена бригада специалистов фабрики № 5 во главе с профессором К. В. Чибисовым. Здесь начала действовать эмульсионно-технологическая лаборатория Всесоюзного научно-исследовательского кинофотоинститута (НИКФИ).
В августе 1941 года на фабрике была выпущена первая партия аэрофотоплёнок, а до конца года было освоено производство ещё двух сортов аэроплёнок и высокочувствительного кинонегатива СЧС-1 («Светочувствительная, Советская, тип-1»). Весной 1942 года было также освоено производство аэрофотобумаги. В том же году на фабрике начали производство незапотевающих плёнок. В 1943 году коллективами фабрик № 5 и № 8, совместно с сотрудниками НИКФИ была разработана и внедрена в производство новая высокочувствительная аэроплёнка «Тип-6».
Доля фоторазведки в общей воздушной разведке возросла с 10 % в 1941 году до 87 % к концу войны. За годы Отечественной войны аэрофоторазведкой была снята площадь в 6 500 000 км² (для сравнения, площадь всей Европы составляет около 10 000 000 км²):86-87. За поставку значительного количества киноплёнок, аэрофотоплёнок, фотобумаги для нужд фронта, в 1944 году коллектив фабрики был награждён орденом Трудового Красного Знамени, орденами и медалями были награждены 25 работников фабрики № 5 и 26 работников фабрики № 8. Кроме того, за разработку высокочувствительных фотоматериалов для воздушной разведки ряду сотрудников НИКФИ была присуждена Сталинская премия 1946 года за выдающиеся изобретения и коренные усовершенствования методов производственной работы.
В послевоенное время на фабрике осваивается выпуск фототехнических плёнок для издательской деятельности (с 1948 года), радиографических технических плёнок (с 1949 года), цветных плёнок (с 1950 года). При содействии Казанского филиала НИКФИ качество цветных киноплёнок непрерывно улучшалось. На них снято множество советских кинофильмов.

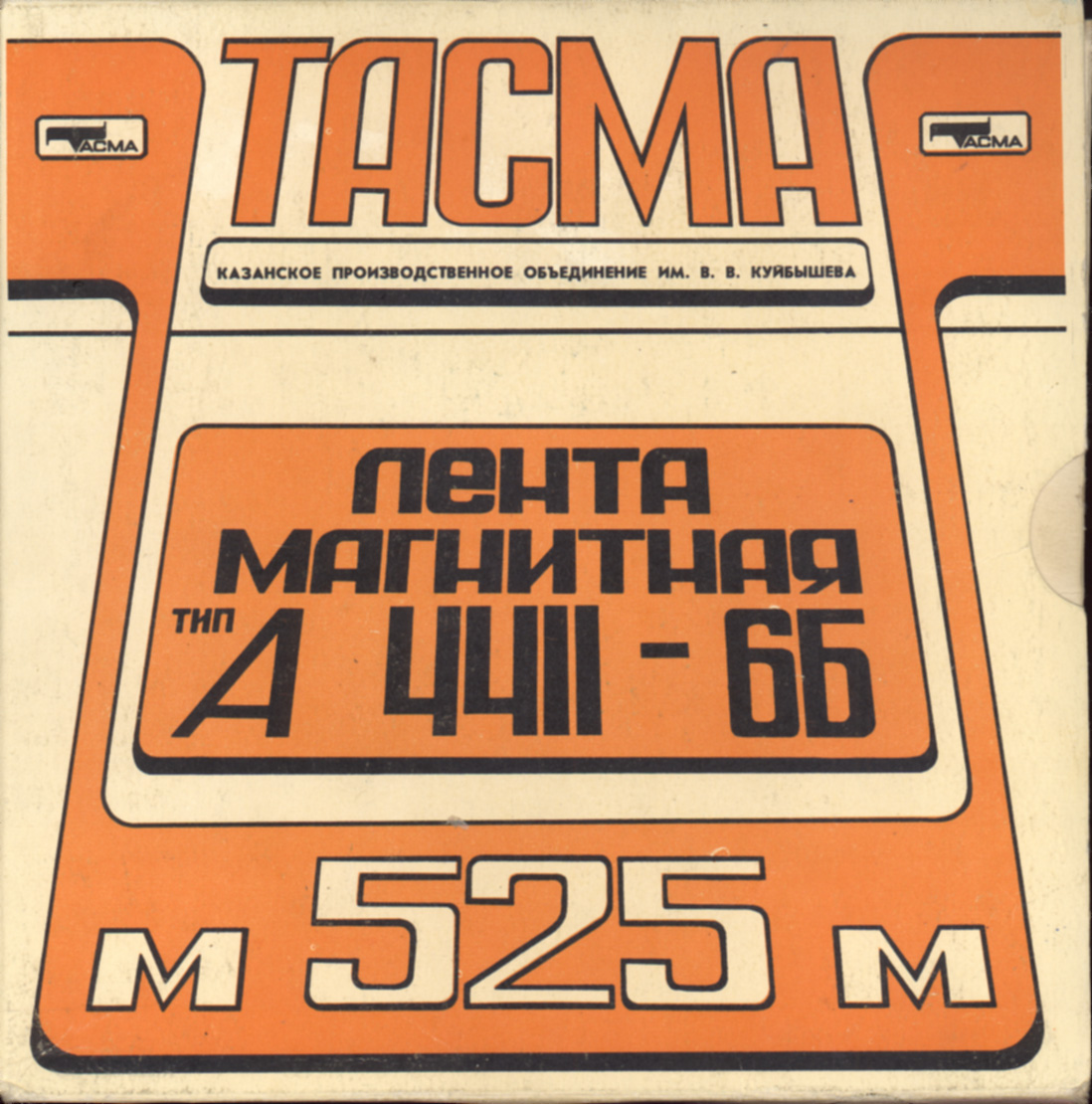
Магнитная лента Тасма

В 1958 году фабрика киноплёнки была переименована в ордена Трудового Красного Знамени химический завод имени В. В. Куйбышева (КХЗ им. В. Куйбышева). Во время семилетки завод нарастил выпуск продукции. На фотоматериалы, выпущенные заводом, было впервые запечатлено изображение обратной стороны Луны.
В 1970 году на заводе был освоен выпуск магнитной ленты, а с 1973 года начато единственное в СССР производство ферромагнитного порошка.
С химзаводом им. В. Куйбышева кооперировался Казанский фотожелатиновый завод № 9, запущенный в 1941 году — единственный в стране по выработке технического желатина для химической промышленности. Из отходов производства здесь был также организован выпуск преципитата — ценного удобрения для сельского хозяйства. Одним из главных достижений обоих заводов стало создание производства по выпуску малогабаритных магнитофонных кассет (МК-60, впоследствии МК-90). Казанский фотожелатиновый завод (с 1981 года стал называться Казанский завод «Полимерфото») запустил в 1973 году самое крупное в СССР кассетное производство: первоначально 2 млн кассет в год, с 1982 года — 10 млн шт., с 1985 года — 15,5 млн шт., в 1991 году — более 30 млн шт.
В 1974 году химзавод им. Куйбышева получил название «Тасма», которое представляло собой акроним от «Татарские светочувствительные материалы» (подобно названию предприятия «Свема»), а также являлось переводом на татарский язык слова «лента» (или «плёнка»). В 1979 году он был преобразован в производственное объединение.
В 1970-е годы на заводе вводились в эксплуатацию комплексы по производству фототехнических и радиографических плёнок на импортном оборудовании. С начала 1980-х годов на Казанском ордена Трудового Красного Знамени производственном объединении «Тасма» имени В. В. Куйбышева велось интенсивное строительство, вводились в эксплуатацию новые корпуса цехов, совершенствовались технологические процессы, устанавливалось новое оборудование.
«Тасма» входила во Всесоюзное объединение «Союзхимфото» и Ассоциацию фотохимических предприятий стран СЭВ «Ассофото».
В 1980 году на заводе был начат выпуск проницаемых плёночных мембран, которые применялись в пищевой, фармацевтической, химической и радиоэлектронной промышленности.
После распада СССР Казанское объединение «Тасма» стало единственным российским поставщиком фототехнических материалов. Общий выпуск объединения в 1993 году составил 45,9 млн погонных метров. Однако из-за узости выпускаемого ассортимента, падения качества казанских плёнок, и растущих цен, в России значительно возрос импорт фотоматериалов (а также магнитофонных кассет) из других стран, что вскоре пагубно сказалось на экономической деятельности казанского предприятия.
В 1992 году предприятие было разделено на несколько акционерных обществ. На «Тасме» были разработаны и освоены новые виды продукции: клей ПВА, клей КМЦ для нефтяной отрасли, усовершенствована технология производства и внедрения новых упаковочных материалов собственного изготовления. Впервые в России была разработана рецептура производства светонепроницаемого полиэтилена и прокладочной белой бумаги, заменившей упаковочную и чёрную прокладочную бумагу немецкого производства.
В 1994 году началось преобразование 12 акционерных обществ, созданных на базе заводов объединения «Тасма» в холдинг, с одновременной его приватизацией. Суммарный капитал «Тасма-холдинг» на тот момент составлял около 25 млрд рублей. В том же году, по согласованию с Министерством обороны Российской Федерации, Российским космическим агентством, Государственным комитетом Российской Федерации по оборонным отраслям промышленности, Комитетом Российской Федерации по химической и нефтехимической промышленности и Кабинетом Министров Республики Татарстан, Правительством России было предписано организовать производство фотоплёнок для регистрации информации из космоса в акционерном обществе «Тасма» (научное сопровождение работ по созданию производства и изготовлению фотоплёнок осуществлялось акционерным обществом «НИИхимфотопроект»).
В 1996 году была принята Федеральная целевая программа «Развитие и сохранение культуры и искусства Российской Федерации (1997—1999 годы)», согласно которой на предприятии «Тасма» планировалось создать российское производство и выпуск цветных негативных и позитивных киноплёнок для кинематографии (в объёмах до 100 млн погонных метров в год). Однако программа в этой части так и не была реализована.
К концу 1990-х годов АО «Тасма-холдинг» находилось в тяжёлом финансовом положении. В связи с этим правительством Татарстана неоднократно предпринимались различные попытки финансового оздоровления предприятия. Процедура банкротства, запущенная в 1998 году, в отношении предприятия была прекращена благодаря тому, что после начала военной операции в Чечне завод получил большой заказ от Минобороны России — армии потребовались плёнка для аэрофотосъёмки и специальные плёнки для противогазов и аккумуляторных батарей.
В 1990-х — начале 2000-х годов ОАО «Тасма-Холдинг» пострадало от преступной деятельности ОПГ «Киноплёнка», членами которой было выкуплено несколько помещений на территории предприятия. Пользуясь правом беспрепятственного прохода, группировка организовала серию крупных хищений продукции и оборудования, раскрытых в 2009 году отделом по расследованию особо важных дел СУ СК при прокуратуре РФ по РТ.
По состоянию на 2006 год 62,3 % уставного капитала ОАО «Холдинговая компания „Тасма“» находилось в собственности Республики Татарстан, 21,56 % — в муниципальной собственности города Казань.
В том же году в целях создания и размещения на незадействованных площадях ОАО «Тасма-Холдинг» малых и средних нефтехимических производств Кабинет Министров Республики Татарстан постановил на площадке ОАО «Тасма-Холдинг» создать технополис «Химград» химического кластера и одноимённый индустриальный парк.
В 2017 году в рамках ПП РФ 1312 предприятию оказана господдержка в размере 25 млн руб., в 2018 году — 15 млн руб.
В январе 2020 года ООО «НПП «Тасма» осуществило проект по разработке рецептур, созданию технологии получения и организации производства барьерных плёнок и пакетов на полиамидной основе с регулируемой степенью усадки и управляемой проницаемостью мощностью 16,8 млн м2 в год. Общие инвестиции в проект — 163 млн рублей. Проект создает 20 новых рабочих мест. Реализация проекта осуществлялась в рамках плана мероприятий по импортозамещению в отрасли химической промышленности.

## Структура
В группу компаний «Тасма» входят: ОАО «Тасма», ООО «Научно-производственное предприятие „Тасма“» (ООО «НПП „Тасма“») и ООО «Торговая компания „Тасма“» (ООО «ТК „Тасма“»).
ОАО «Тасма» — как основное общество — осуществляет управление дочерними обществами (ООО «НПП „Тасма“» и ООО «ТК „Тасма“»), координирует их работу. ООО «НПП „Тасма“» производит фотоматериалы, отвечает за развитие производства. ООО «ТК „Тасма“» осуществляет все торговые операции.

## Продукция

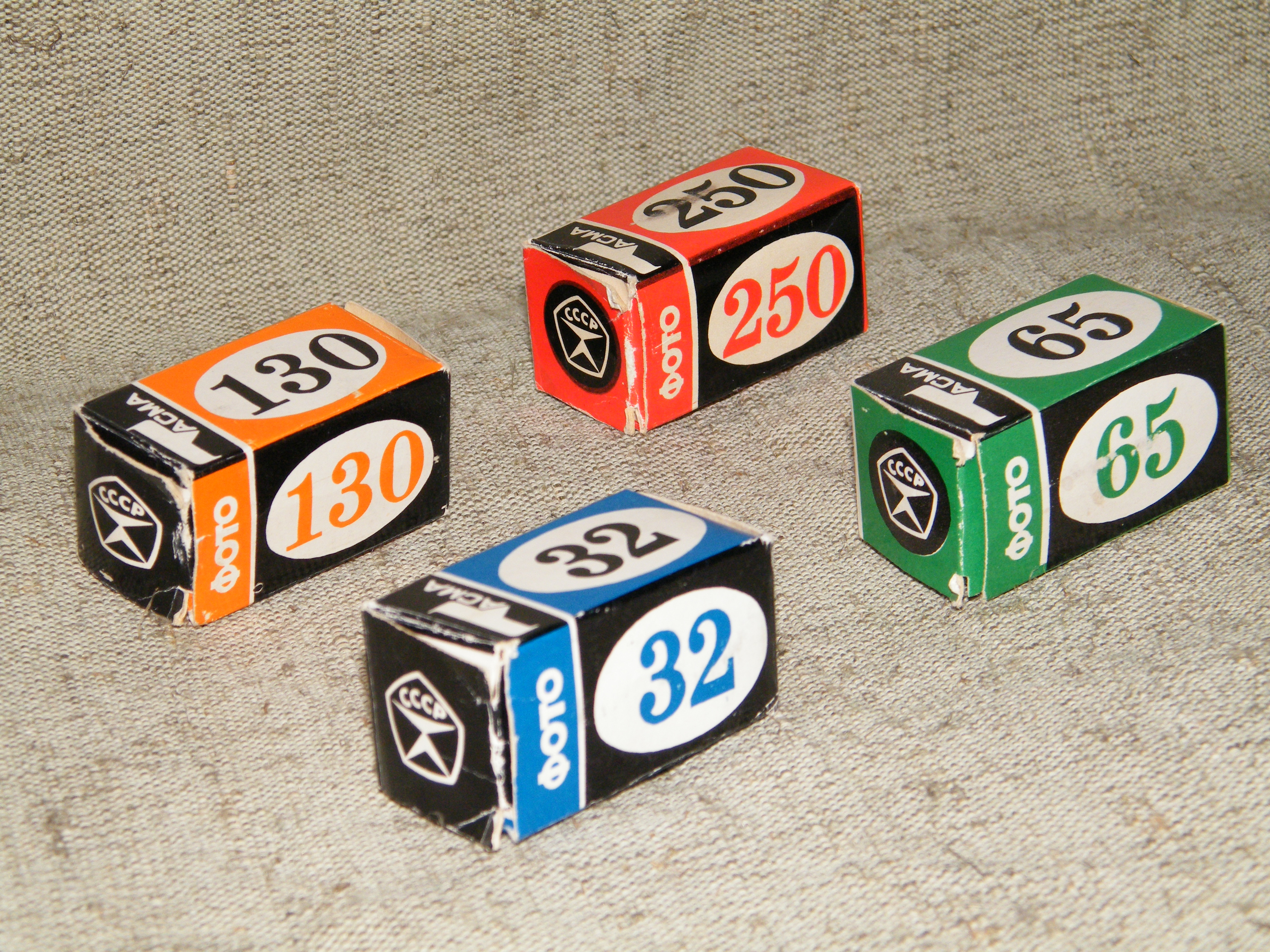
«Фото-32», «Фото-65», «Фото-130», «Фото-250» — наиболее распространённые в СССР чёрно-белые негативные фотоплёнки

Основной продукцией предприятия были кинофотоплёнки, аэрофотоплёнки и магнитные ленты. В начале 1990-х годов выпуск магнитных лент полностью прекратился, значительно сократился ассортимент кинофотоплёнок.

### Кинофотоплёнки
Форматы кинофотоплёнок, выпускавшихся предприятием:
- 8-мм киноплёнка 1×8, 2×8, 2×8С, 1×8С в одноразовых кассетах;
- 16-мм киноплёнка с двухсторонней перфорацией;
- 16-мм неперфорированная фотоплёнка для фотоаппаратов типа «Киев-Вега»;
- 35-мм фотоплёнка типа 135;
- 60-мм фотоплёнка типа 120;
- 35-мм киноплёнка всех сортов: негативная, позитивная, контратипная;
- 35-мм аэрофотоплёнки разных сортов. Самая известная из них «Панхром тип-17» широко применялась в профессиональной фотожурналистике[19];
- 70-мм киноплёнка для широкоформатного кинематографа;
- 70-мм аэрофотоплёнка тех же сортов, что и 35-мм.

#### До 1987 года
| Название  | Назначение                    | Светочувствительность по старому ГОСТу              | Светочувствительность °DIN                        | Светочувствительность ASA                           |
| --------- | ----------------------------- | --------------------------------------------------- | ------------------------------------------------- | --------------------------------------------------- |
| ФОТО-32   | чёрно-белая негативная        | 32                                                  | 17                                                | 40                                                  |
| ФОТО-65   | чёрно-белая негативная        | 65                                                  | 20                                                | 80                                                  |
| ФОТО-130  | чёрно-белая негативная        | 130                                                 | 23                                                | 160                                                 |
| ФОТО-250  | чёрно-белая негативная        | 250 — для дневного света 320 — для ламп накаливания | 26 — для дневного света 27 — для ламп накаливания | 250 — для дневного света 320 — для ламп накаливания |
| ОЧ-45     | чёрно-белая обращаемая        | 45                                                  | 18                                                | 50                                                  |
| ОЧ-90     | чёрно-белая обращаемая        | 90                                                  | 21                                                | 100                                                 |
| ОЧ-180    | чёрно-белая обращаемая        | 180                                                 | 24                                                | 200                                                 |
| ОЧТ-45    | чёрно-белая обращаемая для ТВ | 45                                                  | 18                                                | 50                                                  |
| ОЧТ-180   | чёрно-белая обращаемая для ТВ | 180                                                 | 24                                                | 200                                                 |
| ОЧТ-В     | чёрно-белая обращаемая для ТВ | 350                                                 | 28                                                | 400                                                 |
| ОЧТ-Н     | чёрно-белая обращаемая        | 3                                                   | —                                                 | —                                                   |
| ДС-4      | цветная негативная            | 45                                                  | 18                                                | 50                                                  |
| ДС-5М     | цветная негативная            | 32                                                  | 17                                                | 40                                                  |
| ЦНД-32    | цветная негативная            | 32                                                  | 17                                                | 40                                                  |
| ЦО-22Д    | цветная обращаемая            | 22                                                  | 15                                                | 25                                                  |
| ЦО-32Д    | цветная обращаемая            | 32                                                  | 17                                                | 40                                                  |
| ЦО-65Д    | цветная обращаемая            | 65                                                  | 20                                                | 80                                                  |
| ЦО-Т-22Д  | цветная обращаемая для ТВ     | 22                                                  | 15                                                | 25                                                  |
| ЦО-Т-90Л  | цветная обращаемая для ТВ     | 90                                                  | 21                                                | 100                                                 |
| ЦО-Т-180Л | цветная обращаемая для ТВ     | 180                                                 | 24                                                | 200                                                 |

#### 1987—1990 годы
С 1987 года вступил в силу новый ГОСТ 10691-84, фактически повторяющий стандарты ASA/ISO.
| Название | Назначение             | Светочувствительность по новому ГОСТу               | Светочувствительность °DIN                        | Светочувствительность ASA/ISO                       |
| -------- | ---------------------- | --------------------------------------------------- | ------------------------------------------------- | --------------------------------------------------- |
| ФОТО-32  | чёрно-белая негативная | 32                                                  | 16                                                | 32                                                  |
| ФОТО-64  | чёрно-белая негативная | 64                                                  | 19                                                | 64                                                  |
| ФОТО-125 | чёрно-белая негативная | 125                                                 | 22                                                | 125                                                 |
| ФОТО-250 | чёрно-белая негативная | 250 — для дневного света 320 — для ламп накаливания | 25 — для дневного света 26 — для ламп накаливания | 250 — для дневного света 320 — для ламп накаливания |
| ОЧ-50    | чёрно-белая обращаемая | 50                                                  | 18                                                | 50                                                  |
| ОЧ-100   | чёрно-белая обращаемая | 100                                                 | 21                                                | 100                                                 |
| ОЧ-200   | чёрно-белая обращаемая | 200                                                 | 24                                                | 200                                                 |
| ДС-4     | цветная негативная     | 50                                                  | 18                                                | 50                                                  |
| ЦНД-32   | цветная негативная     | 32                                                  | 16                                                | 32                                                  |
| ЦО-50Д   | цветная обращаемая     | 50                                                  | 18                                                | 50                                                  |

#### После 1990 года
В 1990-х годах предприятие освоило выпуск фотокиноплёнки со значениями светочувствительности, более привычными в США и странах Европы.
| Название | Назначение             | Светочувствительность ГОСТ/ASA/ISO | Светочувствительность °DIN |
| -------- | ---------------------- | ---------------------------------- | -------------------------- |
| ФОТО-100 | чёрно-белая негативная | 100                                | 21                         |

На 2015 год ГК «Тасма» выпускает:
- радиографические технические плёнки «Тасма» и «AGFA», химические реактивы для них, предназначенные для осуществления контроля (дефектоскопии) сварных швов, тяжёлых конструкций, литых деталей, паяных соединений в машиностроении, судостроении, приборостроении, атомной, авиационной, ракетно-космической, нефтегазовой отраслях;
- аэрофотоплёнки и аэрокосмические плёнки для дневного и ночного воздушного фотографирования, для регистрации информации с космических систем наблюдения;
- медицинские рентгеновские плёнки «Тасмамед», применяемые в общей и детской рентгенологии для рутинных исследований, а также в тех случаях, когда рекомендовано ограничение дозовых нагрузок;
- незапотевающие плёнки для комплектации очковых узлов средств индивидуальной защиты органов дыхания с целью предохранения очковых стёкол от запотевания;
- термочувствительные плёнки для изготовления фотошаблонов и офсетные фотопластины для записи офсетных печатных форм;
- чёрно-белые киноплёнки для воздушного и наземного фотографирования киносъёмочными и фоторегистрирующими аппаратами, для промышленной диагностики состояния железнодорожных путей (для дефектоскопии), а также для киносъёмок при дневном и искусственном освещении;
- фототехнические плёнки для изготовления фотошаблонов в производстве изделий микроэлектроники и печатных плат контактным и проекционным способом, а также для штриховых и растровых работ в полиграфии.

Кроме того, ГК «Тасма» производит обессоленную воду для теплоэнергетики, медицины, пищевой, химической, нефтяной и других отраслей промышленности, а также липкую ленту для упаковки гофрокоробок, обмотки различных промышленных товаров, склеивания полимерных лент и плёнок, бумаги и других материалов.